# Lista över Andorras regeringschefer

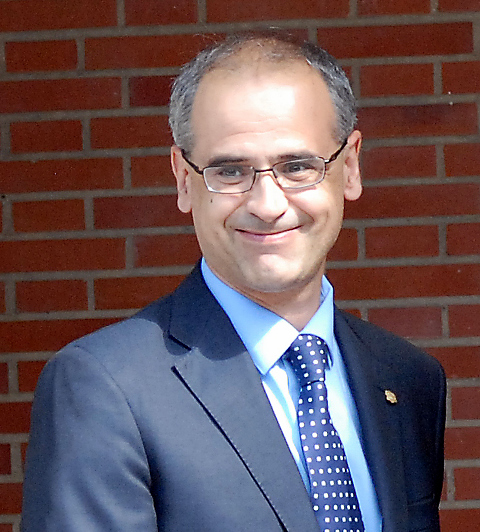
Antoni Martí var Andorras regeringschef mellan åren 12 maj 2011 - 16 maj 2019.

Detta är en lista över Andorras regeringschefer (Caps de Govern). Ämbetet instiftades 1982, och förste regeringschef för landet blev då ́Oscar Ribas Reig (även benämnd som Òscar Ribas i Reig).
| Premiärminister       | Tillträde       | Avgång          | Parti                          |
| --------------------- | --------------- | --------------- | ------------------------------ |
| Òscar Ribas           | 8 januari 1982  | 21 maj 1984     | Nationalliberala partiet       |
| Josep Pintat          | 21 maj 1984     | 12 januari 1990 | Konservativa partiet           |
| Òscar Ribas           | 12 januari 1990 | 7 december 1994 | Nationaldemokratiska förbundet |
| Marc Forné            | 7 december 1994 | 30 mars 2005    | Liberala partiet               |
| Albert Pintat         | 30 mars 2005    | 5 juni 2009     | Liberala partiet               |
| Jaume Bartumeu        | 5 juni 2009     | 28 april 2011   | Partit Socialdemòcrata         |
| Pere López Agràs (tf) | 28 april 2011   | 12 maj 2011     | Partit Socialdemòcrata         |
| Antoni Martí          | 12 maj 2011     | 16 maj 2019     | Demòcrates per Andorra         |
| Xavier Espot Zamora   | 16 maj 2019     | sittande        | Demòcrates per Andorra         |